# サミュエル・ウェスレー
サミュエル・ウェスレー（Samuel Wesley 1766年2月24日 - 1837年10月11日）は、イングランドのオルガニスト、作曲家。モーツァルトと同時代に活躍しており、ウェスレーを「イングランドのモーツァルト」と呼ぶ者もいた。

## 生涯

### 私生活
ウェスレーはブリストルに生まれた。父は著名なメソジストで、賛美歌の作曲者だったチャールズ・ウェスレー、祖父はステュアート朝後期に活躍した詩人のサミュエル・ウェスレー、伯父はメソジスト教会の設立者であるジョン・ウェスレーである。
ウェスレーは母に、結婚はいかなる市民的、宗教的な儀式も排して、性交によって成立するという自分の哲学的信念を語っていた。しかし、体裁の悪い遅れがあったものの彼は1793年にシャーロット・ルイス・マーティン（Charlotte Louise Martin）と結婚し、3人の子どもを儲けている。2001年に出版された書籍には、ウェスレーが10代の家政婦であったサラ・スーター（Sarah Suter）と不義をはたらくのをシャーロットに発見され、結婚生活が最終的に破綻に至るまでの興味深い報告がなされている。ウェスレーとサラは結婚はしなかったものの4人の子を儲け、その中の1人であるサミュエル・セバスチャン・ウェスレーは聖堂のオルガニストになった。
ウェスレーは1784年にローマ・カトリックに改宗している。

### キャリア
ウェスレーは幼少期から音楽の才能を示していた。彼はオルガンとヴァイオリンを弾きこなし、指揮者や音楽講師として働いた。彼のよく知られる作品は教会音楽である。モテット「In exitu Israel」などがある。世俗曲にはトーマス・チャタートンのよく知られた詩につけた、5声のマドリガーレ「O singe unto mie roundelaie」などがある。
1788年、ウェスレーは古代フリーメイソンのロッジに入会を許されている。サセックス公爵オーガスタス・フレデリック王子が1812年に彼をグランド・オルガニストに任用したが、1818年にこの職を辞している。
ウェスレーは1837年にこの世を去り、ロンドンのセント・マリバン教区教会に埋葬された。